# Combustible sostenible de aviación
Combustible sostenible de aviación  (SAF en inglés; Sustainable Aviation Fuel) es el nombre dado a tipos de combustibles de aviación utilizados en aviones a reacción y certificados como sostenibles por entidades independientes de reconocido prestigio. Esta certificación se suma a la certificación de seguridad y rendimiento, emitida por el organismo de estándares globales ASTM Internacional, que debe cumplir todo combustible de aviación para ser aprobado para su uso en vuelos regulares de pasajeros. Para poder utilizarse en aviones comerciales, los SAF deben someterse a un exhaustivo proceso de homologación para cumplir estrictos criterios de certificación y demostrar que sus características físicas y químicas son casi idénticas a las de los combustibles fósiles y que, por tanto, pueden mezclarse con seguridad. Por tanto, el SAF puede utilizarse en la flota mundial existente y no requiere ninguna adaptación de la aeronave ni de la infraestructura de suministro de combustible.
En enero de 2022, se han aprobado siete procesos de producción de SAF. Además, se han aprobado dos vías de coprocesamiento de materias primas renovables en refinerías de petróleo con un límite de mezcla del 5%.

## Certificación de los SAF

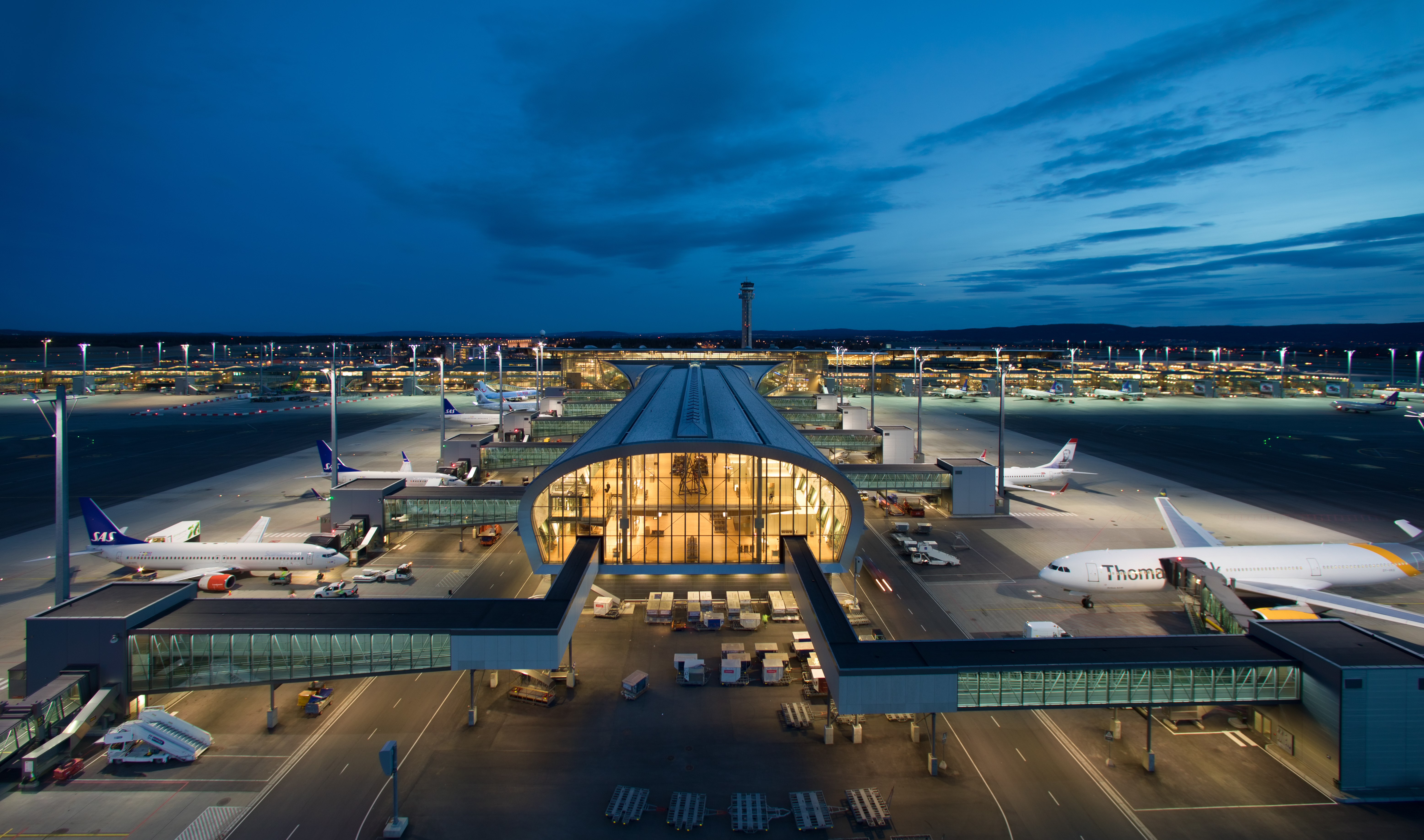
Oslo [OSL] fue el primer aeropuerto internacional en ofrecer SAF como parte de la mezcla de combustibles que vende desde 2016, seguido de Los Ángeles [LAX] y Estocolmo [ARN

Una certificación SAF verifica que el combustible sostenible, centrándose en gran medida en la materia prima del mismo, ha cumplido los criterios y las consideraciones de sostenibilidad bajo el llamado "triple resultado"  o también denominado como "triple balance", que hace referencia al impacto que la producción de la materia prima tiene en las tres dimensiones: social, económica y ambiental. 
Existen por otra parte muchos esquemas de control de emisiones de carbono, como el Régimen de Comercio de Derechos de Emisión de la Unión Europea, que otorgan a los certificados SAF una exención del coste asociado a la responsabilidad de emisiones de carbono. Esto incentiva y mejora la competitividad económica de los SAF, que son más respetuosos medioambientalmente que los combustibles de aviación fósiles tradicionales. Se estima que los combustibles sostenibles de aviación pueden obtener una reducción de emisiones de GEI (gases de efecto invernadero) de hasta 80% a lo largo de su ciclo de vida. Con todo, a corto plazo para lograr una implantación extensa, existen aún barreras tanto comerciales y regulatorias que han de ser superadas a través de una colaboración profunda y coordinada de los actores del sector aéreo; con el objetivo de obtener una paridad de precio con el combustible aviación fósil.
El primer organismo de renombre en lanzar un sistema de certificación de carburantes de aviación sostenibles (SAF) aplicable fue la ONG europea Roundtable on Sustainable Biomaterials (RSB). En el contexto del Sistema de Compensación y Reducción de Emisiones de Carbono para la Aviación Internacional (CORSIA) de la OACI, un operador de aviones puede reducir sus requisitos de compensación CORSIA en un año determinado solicitando reducciones de emisiones por el uso de combustibles elegibles para CORSIA (CEF).
A día de hoy, la OACI ha aprobado dos SCS:
- International Sustainability and Carbon Certification (ISCC)
- Roundtable on Sustainable Biomaterials (RSB)

| Esquema                 | Criterio de Sostenibilidad |
| ----------------------- | --- |
| EU RED II Recast (2018) | Reducción de GEI - Las emisiones de gases de efecto invernadero de los carburantes sostenibles de aviación deben ser inferiores a las de los combustibles fósiles a los que sustituyen: al menos el 50% para las instalaciones de producción anteriores al 5 de octubre de 2015, reducción obligatoria del 60% para las instalaciones posteriores a esa fecha y del 65% para los combustibles sostenibles (SAF) producidos en instalaciones que comiencen a operar después de 2021. Cambio de uso del suelo - Reservas de carbono y biodiversidad: las materias primas para la producción de carburantes sostenibles no pueden obtenerse de terrenos con una elevada biodiversidad o con un elevado nivel de reservas de carbono (es decir, bosques primarios y protegidos, praderas de gran biodiversidad, humedales y turberas). Otras cuestiones de sostenibilidad se establecen en el Reglamento de gobernanza y pueden ser cubiertas por sistemas de certificación de forma voluntaria.                                                               |
| ICAO ‘CORSIA’           | Reducción de GEI - Criterio 1: El combustible alternativo sostenible para reactores generará reducciones netas de GEI de por lo menos el 10% en comparación con el combustible fósil para reactores, tomando como base el ciclo de vida. Reserva de Carbono - Criterio 1: el combustible alternativo sostenible para reactores no se producirá a partir de biomasa obtenida de terrenos cuyos usos cambiaron después del 1 de enero de 2008 y que hayan sido de bosques, humedales o turberas primigenios, ya que todos estos terrenos tienen altas reservas de carbono. Criterio 2: En caso de un cambio en la utilización de los terrenos después del 1 de enero de 2008, como se define con base en las categorías de terrenos del IPCC, se calcularán las emisiones derivadas del cambio directo en la utilización de los terrenos (DLUC). Si las emisiones de gases de efecto invernadero por un DLUC superan el valor por defecto del cambio inducido en el uso de los terrenos (ILUC), el valor del DLUC reemplazará al valor por defecto del ILUC. |

## Impacto global
A medida que las emisiones que comercian los regímenes de carbono van definiéndose, están emergiendo a nivel global ciertos combustibles sostenibles seguros que pueden ser exentos de responsabilidad carbono, con una "calificación cero", una vez probada y certificada su sostenibilidad en todo el ciclo de vida. 
A modo de ejemplo, en el Régimen de Comercio de Derechos de Emisión de la Unión Europea el SAFUG -Sustainable Aviation Fuel Users Group - propuso que carburantes sostenibles de aviación que hubiesen sido certificados como tales por RSB u organismos similares tuviesen una calificación cero. Esta propuesta fue aceptada.
En el contexto del Sistema de Compensación y Reducción de Emisiones de Carbono para la Aviación Internacional (CORSIA) se busca maximizar los beneficios de los SAF para la reducción de las emisiones de GEI y minimizar los impactos negativos en los precios de los alimentos y el cambio de uso de la tierra. Los valores por defecto de las emisiones de CO2 del ciclo de vida de los  combustibles elegibles para el CORSIA han sido determinados por la OACI:
Además de la certificación SAF, la integridad de los productores de carburante sostenible para la aviación puede evaluarse a través de otros medios, como por ejemplo utilizando la iniciativa de Richard Branson Carbon War Room Renewable Jet Fuels (que actualmente coopera con empresas como LanzaTech, SG Biofuels, AltAir, Solazyme, Sapphire).     

## Tipos de combustibles sostenibles de aviación[16]

### Vías oleoquímicas y lipídicas para producir combustible sostenible de aviación

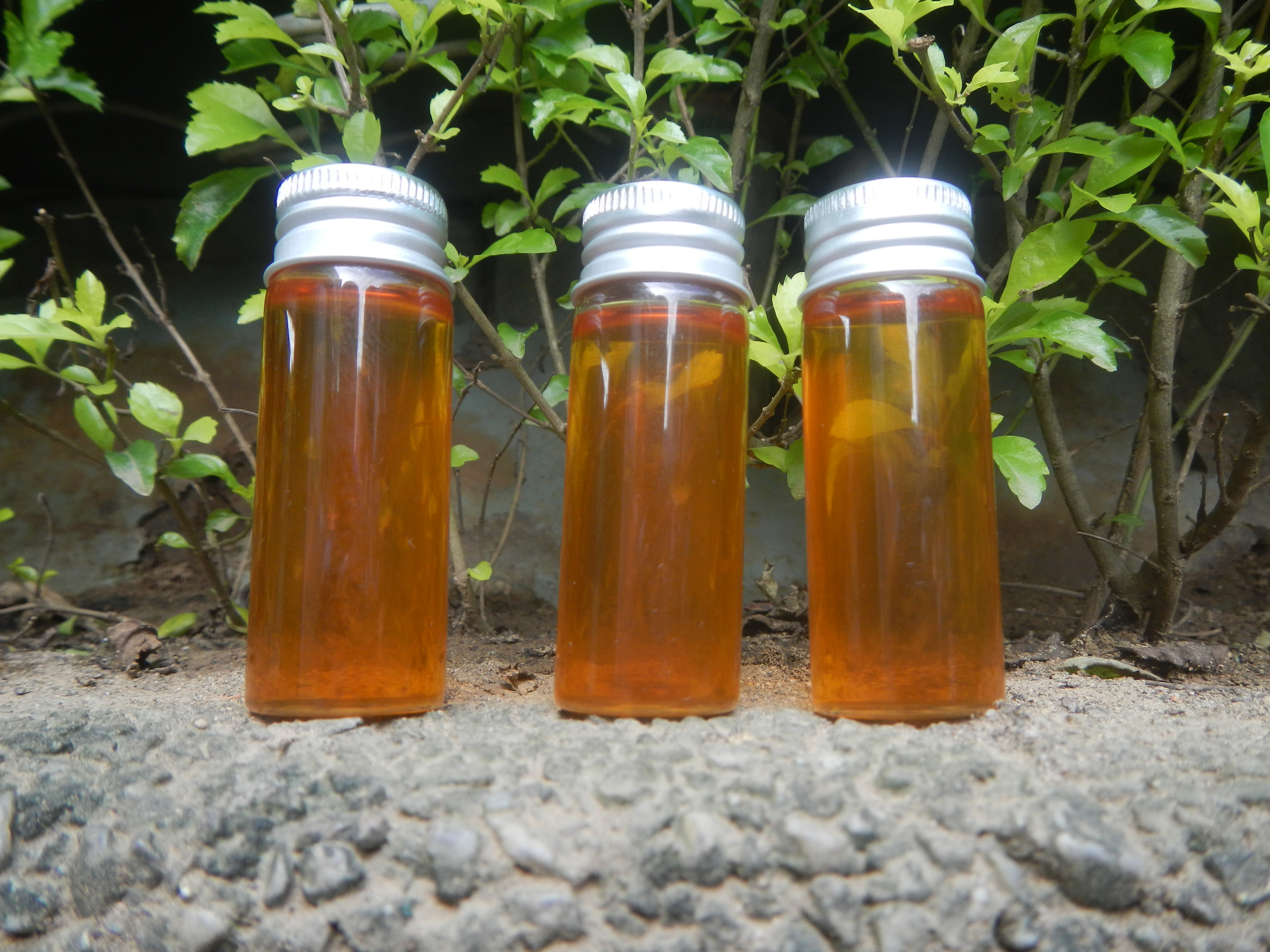
Ejemplo de aceite de cocina usado proveniente de Filipinas

La vía oleoquímica y lipídica convierte las materias primas lipídicas (por ejemplo, aceites vegetales, grasa animal o aceite de cocina usado) mediante la hidrogenación en combustibles parafínicos compatibles con la mezcla directa con el combustible de aviación fósil convencional.
El principal combustible de esta familia, certificado por la ASTM, son los ésteres y ácidos grasos hidroprocesados a queroseno parafínico sintético (HEFA-SPK).    

### Vías bioquímicas para producir combustible sostenible de aviación

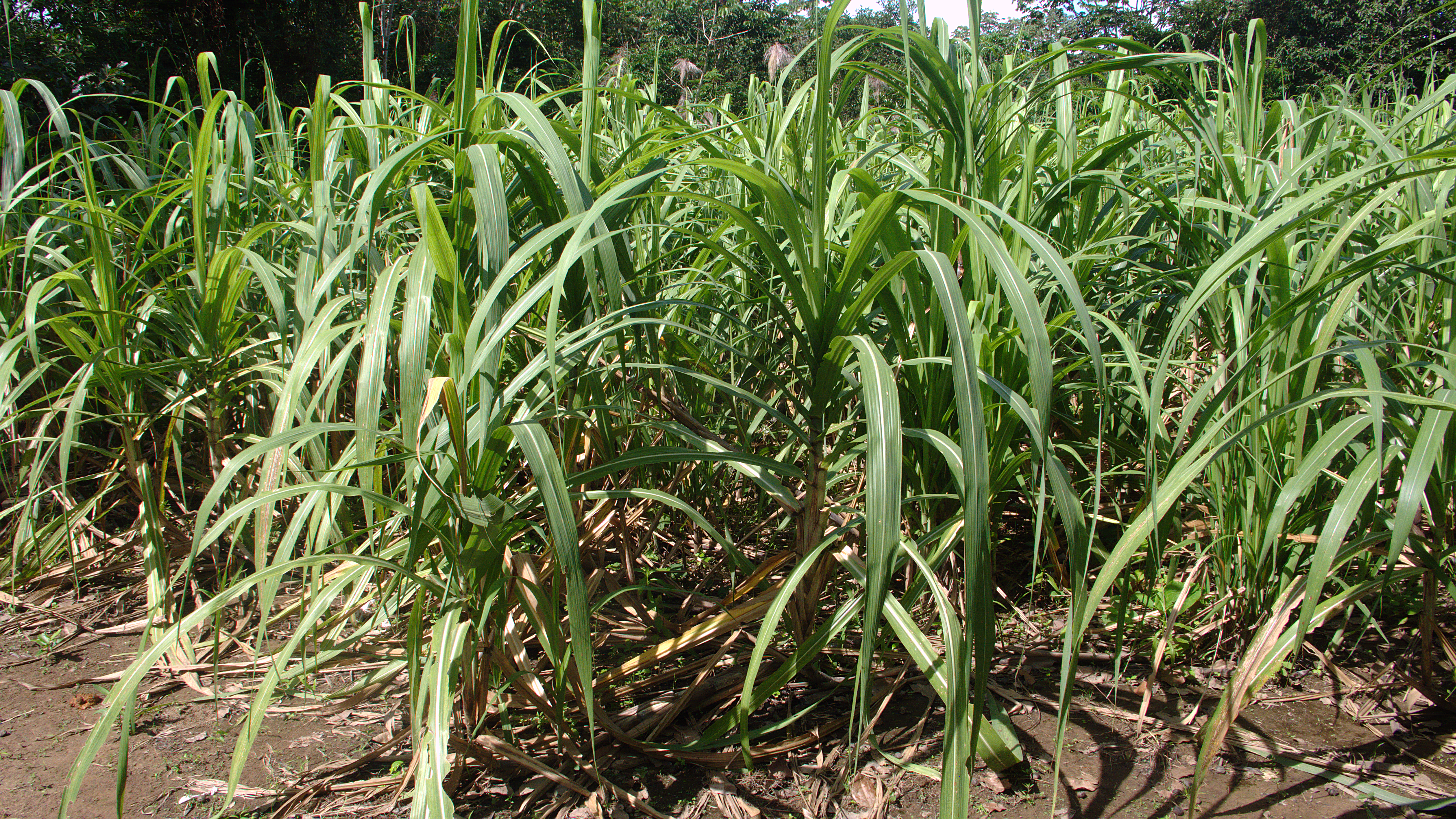
Caña de azúcar en Bolivia. Potencial materia prima en varios procesos bioquímicos

Las vías bioquímicas convierten la biomasa mediante procesos biológicos, como la fermentación de la glucosa en etanol y la hidrólisis enzimática seguida de la conversión biológica de azúcares. En los procesos biocatalíticos avanzados, estos últimos pueden dar lugar a un combustible de entrada o a productos intermedios como los alcoholes de cadena larga, incluidos el butanol y el butanediol, los isoprenoides y los ácidos grasos.
A fecha de 2021, ASTM ha concedido la aprobación al azúcar fermentado hidroprocesado (HFS-SIP) de Gevo, que convierte los azúcares en hidrocarburos utilizando levaduras modificadas, y al alcohol-to-jet (ATJ-SPK) de Lanzatech, que convierte los alcoholes en hidrocarburos mediante deshidratación, oligomerización e hidroprocesamiento.  Otras vías bioquímicas están actualmente en proceso de aprobación por parte de ATSM.    

### Vías termoquímicas para producir combustible sostenible de aviación
Las vías termoquímicas consisten en gran medida en la conversión de materias primas lignocelulósicas (incluida la madera cultivos energéticos, algunas formas de residuos sólidos municipales y residuos de la agricultura y la silvicultura) en queroseno parafínico sintético mediante la gasificación de la biomasa (a syngas) y la síntesis de Fischer Tropsch (FT), en la que el monóxido de carbono y el hidrógeno se convierten en hidrocarburos líquidos. 
Los combustibles de aviación certificados pertinentes emitidos por esta vía son FT Keroseno Parafínico Sintético (FT-SPK) y FT-SPK/A, una variación del FT-SPK que incluye compuestos aromáticos.    

### Electrocombustibles o Power-to-Liquid

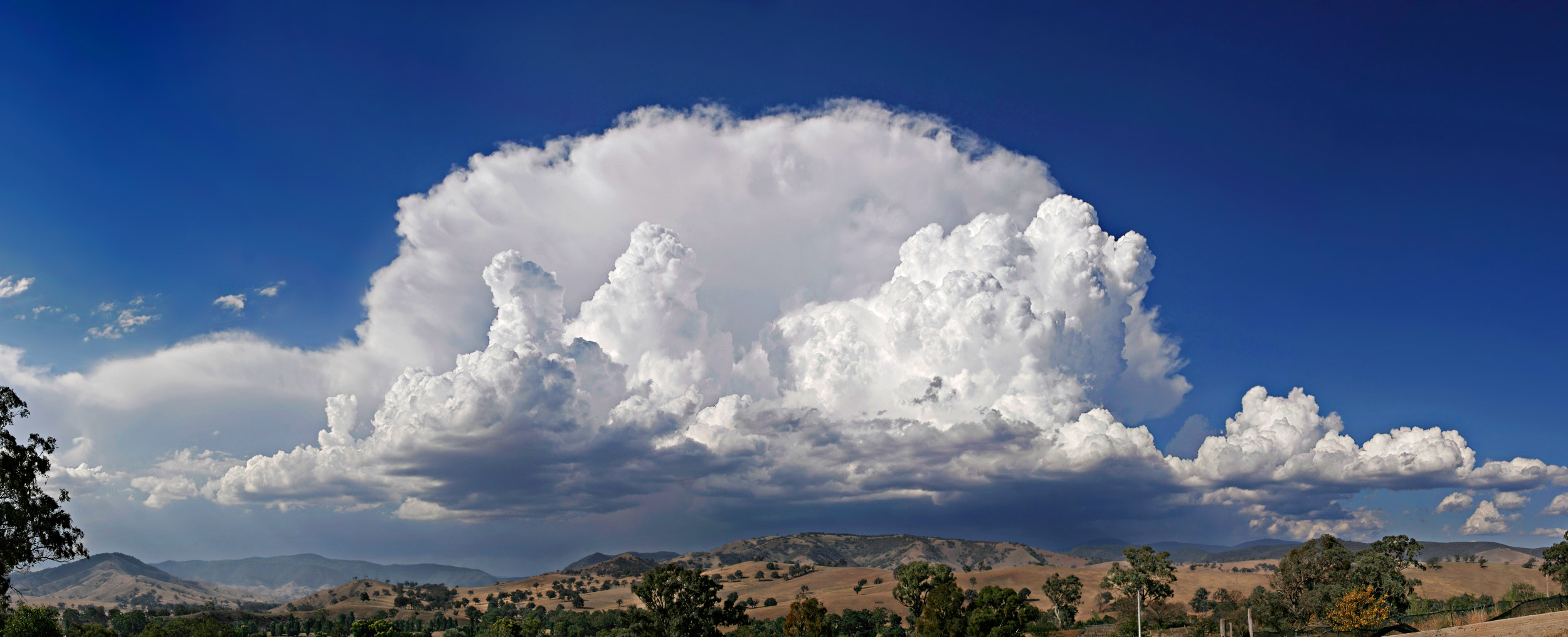
La captura directa de aire (DAC en inglés) puede ser una fuente de dióxido de carbono para la producción de electrocombustibles

Comprende los combustibles de hidrocarburos líquidos producidos sintéticamente para los motores de combustión de la aviación. Las principales fuentes de energía y materias primas para la producción de los electrocombustibles son la electricidad renovable, el agua y el dióxido de carbono (CO2).    
En comparación con los biocombustibles, los electrocombustibles consigue mayores rendimientos por superficie cuando la energía procede de fuentes renovables, como la fotovoltaica y la eólica. La necesidad de agua para la producción de electrocombustibles también es significativamente menor en comparación con la producción de biocombustibles. Por lo tanto, los electrocombustibles puede considerarse una tecnología clave para permitir una producción de combustible totalmente sostenible y regenerativo para la aviación a largo plazo, al tiempo que se evitan los riesgos potenciales y los efectos secundarios adversos del uso energético de la biomasa cultivada y del uso de la tierra.    
Existen diferentes métodos de síntesis para producir electrocombustibles, por ejemplo, la síntesis Fischer-Tropsch (FT), o la síntesis de metanol (MeOH).    

## Compromiso de la industria del transporte aéreo
La OACI (Organización de la Aviación Civil Internacional) y sus Estados miembros han establecido objetivos claros para hacer frente a los retos que se plantean por el cambio climático. En la 39.ª sesión de la Asamblea de la OACI se reiteró un compromiso de índole mundial sobre los objetivos medioambientales a los que aspira el sector de la aviación internacional. En relación con el aumento de la eficiencia en el consumo de combustible, se comprometieron a una mejora operacional y de eficiencia de un 2 por ciento anual; y mantener las emisiones netas de carbono de la industria a partir de 2020 - crecimiento del tráfico aéreo neutro en emisiones de carbono - 
Para alcanzar los objetivos globales de la aviación internacional, se ha previsto una cesta de medidas en el que se han identificado actuaciones a implementar, a saber el desarrollo de tecnologías innovadoras por parte de los constructores aeronáuticos para reducir el consumo de las aeronaves, invertir en el desarrollo de los combustibles sostenibles alternativos, mejorar la gestión del tráfico aéreo y el uso de medidas económicas, con la creación de un mercado mundial de emisiones, denominado CORSIA. Todas estas medidas, además de contribuir a un crecimiento neutro en carbono, favorecen el desarrollo social y económico asociado a los Objetivos de Desarrollo Sostenible de la ONU (SDG)

La 41.ª Asamblea de la OACI adoptó un objetivo ambicioso a largo plazo para la aviación internacional de cero emisiones netas de carbono para 2050, en apoyo del objetivo de temperatura del acuerdo de París. El informe del LTAG muestra que los SAF son el vector que mayor potencial tienen para reducir las emisiones de CO2 de la aviación internacional.

## Políticas de promoción
La Ley estadounidense de Reducción de la Inflación introduce una desgravación fiscal de tres años, de 2025 a 2027, para las compañías aéreas y los propietarios de jets privados que utilicen combustibles que reduzcan las emisiones de gases de efecto invernadero. El crédito fiscal se aplica a los combustibles que reducen las emisiones de gases de efecto invernadero en al menos un 50% en comparación con el queroseno convencional, calculado sobre la base del ciclo de vida, y proporciona 300 millones de dólares para financiar la investigación, la producción y la distribución de estos SAF.
La Unión Europea también tiene previsto introducir un mandato para la incorporación de combustibles de aviación sostenibles. Los objetivos propuestos por el Parlamento Europeo (2% en 2025, luego 6% en 2030, 20% en 2035, 37% en 2040, 54% en 2045 y 85% en 2050) aún debe negociarse con el Consejo de la Unión Europea, que adoptó un calendario menos ambicioso el 2 de junio de 2022: 2% en 2025, 5% en 2030 (incluido un 0,7% de combustible sintético), 20% en 2035 (incluido un 5%), 32% en 2040, 38% en 2045 y 63% en 2050 (incluido un 28% de combustible sintético). La Comisión, el Consejo de la UE y el Parlamento Europeo, reunidos a tres bandas el 9 de diciembre de 2022, no lograron finalizar el proyecto de reglamento "RefuelEU Aviation" debido a una disputa sobre la cuestión de los combustibles sintéticos producidos a partir de hidrógeno y su tasa de incorporación.

## Certificación 100% SAF
Actualmente, el SAF está asociado a unos coeficientes máximos de mezcla que pueden limitar la posibilidad de utilizar mayores cantidades de combustibles especiales en el futuro. Por este motivo, grupos de trabajo especializados de los comités de normas sobre combustibles están evaluando opciones para facilitar el uso del 100% de SAF en los motores aeronáuticos, con un objetivo inicial de aprobar el uso de combustible 100% SAF para 2030.
La industria aeronáutica ya está llevando a cabo las investigaciones y los vuelos de prueba necesarios para evaluar los efectos sobre las emisiones y el rendimiento de los aviones, con resultados prometedores. Por ejemplo, en octubre de 2021 se puso en marcha el primer estudio de vuelo de un avión narrow-body que funciona con SAF sin mezclar.

## Críticas
Según muchos observadores independientes [Cita?] , el SAF representa un claro ejemplo de ecoimpostura. No sorprende, por ejemplo, que cuando se habla de SAF, se insiste sobre el aspecto "sostenible" pero raras veces se explica exactamente en qué consiste. En el caso del SAF que se obtiene de biomasa cultivada, como otros biocombustibles, el SAF que se obtiene de cultivos (por ejemplo, de la caña de azúcar) puede tener un elevado impacto ambiental (ocupación del suelo, deforestación, residuos peligrosos,etc.) y sobre todo puede generar un aumento de los precios en la agricultura destinada a consumo humano y animal. 
Esta crítica, no obstante, no aplica a los procesos de SAF basados en electricidad renovable ("Power-to-Liquid") como principal insumo, a través de la síntesis Fischer-Tropsch o la vía desde Metanol a Jet ("Methanol-to-Jet"), en donde el cambio del uso de la tierra no juega un rol relevante 